# Bryne
Bryne este o localitate din comuna Time și Klepp, provincia Rogaland, Norvegia, cu o suprafață de 4,99 km² și o populație de 11.084 locuitori (2013).